# 群盗 (映画)
『群盗』（ぐんとう、原題：군도: 민란의 시대）は、2014年公開の韓国映画。
悪徳領主や腐敗した役人に対する反乱をおこし、民衆を救おうとする義賊を描いた作品。武芸の達人ユンを演じたカン・ドンウォンは兵役除隊から4年ぶりのスクリーン復帰作となった。監督のユン・ジョンビンは大学在学中に撮影したデビュー作『許されざるもの』『悪いやつら』に続いてハ・ジョンウを主役に起用している。

## ストーリー
朝鮮王朝末期の1862年、民衆は悪党領主や腐敗した両班による搾取や圧政に苦しんでいた。一家3人で細々と暮らしていたと畜人トルムチ（ハ・ジョンウ）は武官のユン（カン・ドンウォン）からある女性の暗殺を任されるが、未遂に終わってしまう。口封じのために派遣されたユンの部下たちによってトルムチの家は燃やされるが、トルムチはなんとか生き延びる。ユンの屋敷に乗り込み反撃しようとするトルムチだったが、武芸の達人ユンの武術に刃が立たずに窮地に陥ったところを盗賊団「智異山チュソル」に助けられる。腐敗した領主や役人の打倒を掲げる義賊たちの一味となったトルムチは武芸を磨き、ユンへの復讐を誓う。

## キャスト
- トルムチ：ハ・ジョンウ
- チョ・ユン：カン・ドンウォン
- テンチュ：イ・ギョンヨン（朝鮮語版）
- テホ：イ・ソンミン (俳優)
- イ・テギ：チョ・ジヌン
- チョンボ：マ・ドンソク
- マヒャン：ユン・ジヘ（朝鮮語版）
- ソン・ヨンギル：チュ・ジンモ
- チョ・ウォンスク：ソン・ヨンチャン（朝鮮語版）
- ヤンシツジ：チョン・マンシク（朝鮮語版）
- チェ・ヒョンギ：キム・ジョング（朝鮮語版）
- チャン：キム・ソンギュン
- トポサ：キム・ビョンオク（朝鮮語版）
- トルムチ（トチ）の母：キム・ヘスク
- トルムチ（トチ）の妹：ハン・イェリ
- チョ・ソイン：イ・デヴィッド（朝鮮語版）
- チョンシム：キム・コッピ
- ヨムトン：イム・ヒョンソン（朝鮮語版）
- チェ氏夫人：パク・ミョンシン
- イバン：チョ・ソンムク

## 受賞歴
- 第34回韓国映画評論家協会賞：音楽賞（チョ・ヨンウク）
- 第34回韓国映画評論家協会賞：撮影賞（チェ・チャンミン）
- 第51回大鐘賞：衣装賞（ジョ・サンギョン）
- 第35回青龍映画賞：撮影賞（チェ・チャンミン）
- 第35回青龍映画賞：照明賞（ユ・ヨンジョン）
- 第35回青龍映画賞：音楽賞（チョ・ヨンウク）